# Keith Parkinson
Keith A. Parkinson (22/10/1958 – 26/10/ 2005) era un artista de fantasía americano y el ilustrador de múltiples cubiertas de libros y obras de arte para juegos como EverQuest, Guardianes, Magic: The Gathering, y Vanguard: Saga of Héroes. Después de diseñar libros y cubiertas de revista para TSR, Parkinson se pasó al diseño de juegos en los años 90s, y codiseñó el galardonado juego de cartas coleccionable Guardians. Parkinson Murió de leucemia en 2005,  justo cuatro días después de su 47.º cumpleaños.

## Primeros años
Keith Parkinson nació en Covina, California. Debido a la carrera de su padre en GMAC, Parkinson pasó su niñez en varias ciudades en los Estados Unidos que incluyen San Diego, CA, Nueva York, NY, Miami, Florida, y Lansing, Míchigan. A una edad temprana, Parkinson tuvo interés en la ciencia ficción, particularmente en naves espaciales, y utilizó sus capacidades artísticas en ellas. Aun así, durante su adolescencia estuvo más interesado en su banda de heavy metal. En una actuación, Parkinson conoció su mujer, Mary, quién más tarde fue publicista de la revista Dragón.

## Carrera

### Arte e ilustración
Parkinson se graduó en la Kendall Universidad de Arte y Diseño en 1980. Su primer trabajo fue pintar carteles para pinball y juegos arcade, incluyendo Tron y Krull. Parkinson estaba fuertemente influido por Frank Frazetta y Roger Dean.
En noviembre de 1982 comenzó a trabajar en TSR, Inc. junto a otros ilustradores como Larry Elmore, Jeff Easley, y Tim Truman. Parkinson También trabajó en portadas de libros, cajas de juegos, revistas y calendarios. Entre sus portadas de libros destacan las de las sagas Reinos Olvidados y Gamma Wolrd  y Dragonlance.
Después de cinco años en TSR, Parkinson los dejó y trabajó como freelance durante siete años en los que ilustró portadas para el mercado editorial de Nueva York: Bantam Books, Palladium Books, Pingüino, y Random House. Algunos de los autores a los que pintó sus portadas son Terry Goodkind, Margaret Weis, Tracy Hickman, y Terry Brooks.

### Diseño de juego y libros
En 1995, Parkinson debutó en el diseño de juegos con Guardians, que fue publicado por Friedlander Grupo Editorial (FPG), que también publicó su libro Knightsbridge: El Arte de Keith Parkinson. Luego Publicó otros dos libros de ilustraciones suyas: Spellbound, y King´s Gate. Otros trabajos de esta época incluyen un conjunto de cromos y un salvapantallas.
En 2000, Parkinson dedicó más tiempo a escribir y a la industria del videojuego. Hizo el arte para el videojuego de THQ Summoner y pintó la famosa carátula para el juego masivo en línea EverQuest así las de sus tres expansiones. Parkinson también fue el responsable de crear el personaje de Firiona Vie, que ha adornado la cubierta de cada expansión desde entonces.
Parkinson fue contratado como director de arte y cofundador de Sigil Games On-line,[cuando?] Y trabajó allí en el MMORPG Vanguard: Saga de Héroes hasta su muerte en 2005.  A pesar de que Parkinson cayó enfermo antes de poder crear todo el arte para Vanguard: Saga de Héroes,  creó tres personajes: Jeric, Eila, y Idara. Según Brad McQuaid, cuándo Parkinson supo no podría acabar el diseño de arte para Vanguard,  esperó que su amigo Donato Giancola lo completase.

## Muerte
Después de que una batalla larga con laleucemia mieloide aguda (AML), Keith Parkinson murió el 26 de octubre de 2005. Dejó mujer, Donna, e hijos Nick y Zach. Parkinson fue descrito por sus amigos y colegas como un apasionado de su trabajo y un hombre amistoso y positivo. Su funeral se celebró en la Misión San Luis Rey de Francia.

## Premios, honores, y tributos
En 2002, Parkinson estuvo nominado para un premio Chesley del ASFA, por su Ilustración para Sombras de Luclin.
Después de que su muerte, una expo de arte, llamada "Los Maestros de Arte de Fantasía — Un Tributo a Keith Parkinson" fue de gira de febrero a julio de 2007. Laura Naviaux, Directora de Marca para Sony Diversión On-line, explicó: "Nuestro objetivo es destacar que el arte es vital en la creación de videojuegos, así como las influencias de arte clásico en esta industria. Exhibiendo la obra de Keith Parkinson esperamos mostrar la importancia de las artes gráficas como disciplina."
En 2008, Parkinson el colegio Kendall de Arte y Diseño, la Universidad Estatal Ferris, y sus colegas de TSR Larry Elmore y Jeff Easley le rindieron honores con una exposición llamada "Fuera de las Mazmorras".